# Агоракрит
Агоракрит е старогръцки скулптор, роден на остров Парос, но живял и работил в Атина. Ученик и приятел на Фидий, той е повлиян до такава степен от него, че две от най-добрите му творби – „Майката на боговете“ (култова статуя за Метроона, разположен в западната част на атинската агора) и „Немезида“ в Рамнунт, са се смятали за произведения на самия Фидий. До днес са съхранени единствено фрагмент от главата на Немезида и повредени фрагменти от релефите на базата на същата статуя.